# PFCソグディアナ・ジザフ
PFCソグディアナ・ジザフ (英語: Professional Football Club Sogdiana Jizzakh、ウズベク語: PFC So'g'diyona Jizzax / Пфк Сўғдиёна Жиззах、ロシア語: Пфк Согдиана Джизак) はウズベキスタン・ジザフ州の州都ジザフを本拠地とするサッカークラブである。

## 歴史
1970年 にDSKジザフとして設立された。クラブ名はジザフ州付近の古名ソグディアナに由来している。
ソビエト連邦時代は1980年から1985年までズヴェズダ・ジザフ (Zvezda Jizzakh) という名前でソビエト連邦サッカーリーグ2部に参加していた。

## クラブ名の変遷
- 1970年 — DSK (ДСК)
- 1973年—1975年 — トルド (Труд)
- 1975年 — ジザフ (Жиззах)
- 1976年—1977年 — イリガトル (Ирригатор)
- 1978年—1981年 — ブスタン (Бустон)
- 1982年—1985年 — ズヴェズダ (Звезда)
- 1986年—1989年 — エシュリク (Ёшлиқ)
- 1990年以降 — ソグディアナ (Согдиана)

## 所属選手
- アレクサンドル・ゴリューホフ（ロシア語版） 1982-1983
- ヴァシリー・ポストノフ（英語版） 1982-1984
- シャフバーズ・エルキノフ（英語版） 2005, 2008
- スパルタク・ムルタザイェフ（英語版） 1997-1998, 2000, 2006
- アンドレイ・ヴラシチェフ（英語版） 1999, 2006-2010